# Freestyle-Skiing-Weltcup 1994/95
Die Saison 1994/95 war die 16. Saison des von der Fédération Internationale de Ski (FIS) veranstalteten Freestyle-Skiing-Weltcups. Sie begann am 15. Dezember 1994 in Tignes und endete am 11. März 1995 am Hundfjället. Ausgetragen wurden Wettbewerbe in den Disziplinen Aerials (Springen), Moguls (Buckelpiste), Ballett und in der Kombination.
Höhepunkt der Saison waren die Weltmeisterschaften 1995 in La Clusaz.

## Männer

### Weltcupwertungen
| Rang | Name              | Punkte |
| ---- | ----------------- | ------ |
| 1.   | Jonny Moseley     | 164    |
| 2.   | Trace Worthington | 156    |
| 3.   | David Belhumeur   | 138    |
| 4.   | Darcy Downs       | 137    |
| 5.   | Fabrice Becker    | 104    |
| 6.   | Sergei Schuplezow | 99     |
| 7.   | Rune Kristiansen  | 99     |
| 8.   | Nick Cleaver      | 97     |
| 9.   | Heini Baumgartner | 97     |
| 10.  | Edgar Grospiron   | 95     |

| Rang | Name              | Punkte |
| ---- | ----------------- | ------ |
| 1.   | Trace Worthington | 772    |
| 2.   | Sébastien Foucras | 752    |
| 3.   | Christian Rijavec | 744    |
| 4.   | Alexis Blanc      | 664    |
| 5.   | Kris Feddersen    | 616    |
| 6.   | Lloyd Langlois    | 608    |
| 7.   | Nicolas Fontaine  | 572    |
| 8.   | David Belhumeur   | 536    |
| 9.   | Kip Griffin       | 512    |
| 10.  | Britt Swartley    | 496    |

| Rang | Name              | Punkte |
| ---- | ----------------- | ------ |
| 1.   | Sergei Schuplezow | 696    |
| 2.   | Edgar Grospiron   | 664    |
| 3.   | Jean-Luc Brassard | 636    |
| 4.   | John Smart        | 596    |
| 5.   | Dominick Gauthier | 572    |
| 6.   | Jonny Moseley     | 540    |
| 7.   | Stéphane Rochon   | 536    |
| 8.   | Youri Gilg        | 508    |
| 9.   | Fabrice Ougier    | 496    |
| 10.  | Anders Jonell     | 464    |

| Rang | Name              | Punkte |
| ---- | ----------------- | ------ |
| 1.   | Rune Kristiansen  | 692    |
| 2.   | Fabrice Becker    | 680    |
| 3.   | Heini Baumgartner | 676    |
| 4.   | Steven Roxberg    | 576    |
| 5.   | Konrad Hilpert    | 576    |
| 6.   | Darcy Downs       | 560    |
| 7.   | Ian Edmondson     | 552    |
| 8.   | Scott Rosenbaum   | 504    |
| 9.   | Antti Inberg      | 472    |
| 10.  | Mark Pigott       | 468    |

| Rang | Name              | Punkte |
| ---- | ----------------- | ------ |
| 1.   | Trace Worthington | 600    |
| 2.   | Darcy Downs       | 572    |
| 3.   | Jonny Moseley     | 572    |
| 4.   | David Belhumeur   | 560    |
| 5.   | Aleh Kuleschou    | 256    |
| 6.   | Ondřej Vokatý     | 84     |
| 7.   | Michailo Kuleba   | 80     |

### Podestplätze

#### Moguls
| Datum             | Ort                 | Disz. | 1. Platz          | 2. Platz          | 3. Platz          |
| ----------------- | ------------------- | ----- | ----------------- | ----------------- | ----------------- |
| 15. Dezember 1994 | Tignes              | MO    | Sergei Schuplezow | Edgar Grospiron   | David Carpano     |
| 7. Januar 1995    | Blackcomb           | MO    | Sergei Schuplezow | Edgar Grospiron   | Jean-Luc Brassard |
| 14. Januar 1995   | Breckenridge        | MO    | Sergei Schuplezow | Evan Dybvig       | John Smart        |
| 21. Januar 1995   | Le Relais           | MO    | Sergei Schuplezow | Edgar Grospiron   | John Smart        |
| 27. Januar 1995   | Lake Placid         | MO    | Sergei Schuplezow | John Smart        | Jean-Luc Brassard |
| 3. Februar 1995   | Oberjoch            | MO    | Edgar Grospiron   | Youri Gilg        | Stéphane Rochon   |
| 8. Februar 1995   | Meiringen-Hasliberg | MO    | Edgar Grospiron   | Sergei Schuplezow | Johann Gregoire   |
| 22. Februar 1995  | Kirchberg           | MO    | Sergei Schuplezow | Jean-Luc Brassard | Dominick Gauthier |
| 5. März 1995      | Lillehammer         | MO    | Dominick Gauthier | Sergei Schuplezow | Edgar Grospiron   |
| 9. März 1995      | Hundfjället         | MO    | Olivier Cotte     | Sergei Schuplezow | Jean-Luc Brassard |

#### Aerials
| Datum             | Ort          | Disz. | 1. Platz          | 2. Platz            | 3. Platz          |
| ----------------- | ------------ | ----- | ----------------- | ------------------- | ----------------- |
| 17. Dezember 1994 | Tignes       | AE    | Lloyd Langlois    | Sébastien Foucras   | Wassil Warabjou   |
| 21. Dezember 1994 | Piancavallo  | AE    | Christian Rijavec | Richard Cobbing     | Alexis Blanc      |
| 8. Januar 1995    | Blackcomb    | AE    | Christian Rijavec | Sébastien Foucras   | Nicolas Fontaine  |
| 15. Januar 1995   | Breckenridge | AE    | Christian Rijavec | Sébastien Foucras   | Trace Worthington |
| 22. Januar 1995   | Le Relais    | AE    | Trace Worthington | Kris Feddersen      | Lloyd Langlois    |
| 28. Januar 1995   | Lake Placid  | AE    | Trace Worthington | Sébastien Foucras   | Kris Feddersen    |
| 4. Februar 1995   | Oberjoch     | AE    | Alexis Blanc      | Trace Worthington   | Kris Feddersen    |
| 10. Februar 1995  | Zauchensee   | AE    | Trace Worthington | Sébastien Foucras   | Nicolas Fontaine  |
| 24. Februar 1995  | Kirchberg    | AE    | Kip Griffin       | Alexander Auerswald | Lloyd Langlois    |
| 4. März 1995      | Lillehammer  | AE    | Sébastien Foucras | Trace Worthington   | Christian Rijavec |
| 11. März 1995     | Hundfjället  | AE    | Trace Worthington | Christian Rijavec   | Sébastien Foucras |

#### Ballett
| Datum             | Ort          | Disz. | 1. Platz          | 2. Platz          | 3. Platz          |
| ----------------- | ------------ | ----- | ----------------- | ----------------- | ----------------- |
| 16. Dezember 1994 | Tignes       | AC    | Fabrice Becker    | Heini Baumgartner | Pavel Landa       |
| 6. Januar 1995    | Blackcomb    | AC    | Heini Baumgartner | Ian Edmondson     | Jason Bodnar      |
| 13. Januar 1995   | Breckenridge | AC    | Rune Kristiansen  | Fabrice Becker    | Heini Baumgartner |
| 20. Januar 1995   | Le Relais    | AC    | Fabrice Becker    | Heini Baumgartner | Ian Edmondson     |
| 26. Januar 1995   | Lake Placid  | AC    | Rune Kristiansen  | Fabrice Becker    | Heini Baumgartner |
| 2. Februar 1995   | Oberjoch     | AC    | Rune Kristiansen  | Fabrice Becker    | Heini Baumgartner |
| 9. Februar 1995   | Zauchensee   | AC    | Rune Kristiansen  | Heini Baumgartner | Darcy Downs       |
| 21. Februar 1995  | Kirchberg    | AC    | Rune Kristiansen  | Heini Baumgartner | Fabrice Becker    |
| 3. März 1995      | Lillehammer  | AC    | Rune Kristiansen  | Heini Baumgartner | Steven Roxberg    |
| 8. März 1995      | Hundfjället  | AC    | Fabrice Becker    | Heini Baumgartner | Rune Kristiansen  |

#### Kombination
| Datum             | Ort          | Disz. | 1. Platz          | 2. Platz          | 3. Platz          |
| ----------------- | ------------ | ----- | ----------------- | ----------------- | ----------------- |
| 17. Dezember 1994 | Tignes       | CO    | Trace Worthington | Jonny Moseley     | David Belhumeur   |
| 8. Januar 1995    | Blackcomb    | CO    | Darcy Downs       | Trace Worthington | David Belhumeur   |
| 15. Januar 1995   | Breckenridge | CO    | Trace Worthington | Darcy Downs       | Jonny Moseley     |
| 21. Januar 1995   | Le Relais    | CO    | Trace Worthington | Darcy Downs       | David Belhumeur   |
| 28. Januar 1995   | Lake Placid  | CO    | Trace Worthington | Darcy Downs       | David Belhumeur   |
| 4. Februar 1995   | Oberjoch     | CO    | Trace Worthington | Darcy Downs       | David Belhumeur   |
| 24. Februar 1995  | Kirchberg    | CO    | Jonny Moseley     | David Belhumeur   | Trace Worthington |
| 5. März 1995      | Lillehammer  | CO    | Trace Worthington | Jonny Moseley     | David Belhumeur   |
| 10. März 1995     | Hundfjället  | CO    | Jonny Moseley     | David Belhumeur   | Trace Worthington |

## Frauen

### Weltcupwertungen
| Rang | Name                | Punkte |
| ---- | ------------------- | ------ |
| 1.   | Kristean Porter     | 163    |
| 2.   | Maja Schmid         | 157    |
| 3.   | Katherina Kubenk    | 144    |
| 4.   | Natalja Orechowa    | 128    |
| 5.   | Ellen Breen         | 100    |
| 6.   | Nikki Stone         | 97     |
| 7.   | Raphaëlle Monod     | 96     |
| 8.   | Donna Weinbrecht    | 95     |
| 9.   | Kirstie Marshall    | 93     |
| 10.  | Oxana Kuschtschenko | 93     |

| Rang | Name              | Punkte |
| ---- | ----------------- | ------ |
| 1.   | Nikki Stone       | 776    |
| 2.   | Kirstie Marshall  | 744    |
| 3.   | Colette Brand     | 740    |
| 4.   | Hilde Synnøve Lid | 716    |
| 5.   | Caroline Olivier  | 688    |
| 6.   | Marie Lindgren    | 684    |
| 7.   | Kristean Porter   | 640    |
| 8.   | Jacqui Cooper     | 592    |
| 9.   | Karin Kuster      | 592    |
| 10.  | Veronica Brenner  | 568    |

| Rang | Name                 | Punkte |
| ---- | -------------------- | ------ |
| 1.   | Raphaëlle Monod      | 672    |
| 2.   | Donna Weinbrecht     | 664    |
| 3.   | Tatjana Mittermayer  | 648    |
| 4.   | Candice Gilg         | 636    |
| 5.   | Ljudmila Dymtschenko | 620    |
| 6.   | Ann Battelle         | 568    |
| 7.   | Anne Cattelin        | 568    |
| 8.   | Liz McIntyre         | 536    |
| 9.   | Sandrine Vaucher     | 452    |
| 10.  | Bronwen Thomas       | 448    |

| Rang | Name                | Punkte |
| ---- | ------------------- | ------ |
| 1.   | Ellen Breen         | 700    |
| 2.   | Oxana Kuschtschenko | 648    |
| 3.   | Cathy Féchoz        | 648    |
| 4.   | Annika Johansson    | 616    |
| 5.   | Åsa Magnusson       | 556    |
| 6.   | Claudine Fleury     | 520    |
| 7.   | Raquel Gutiérrez    | 520    |
| 8.   | Jeannette Witte     | 520    |
| 9.   | Kristean Porter     | 516    |
| 10.  | Maria Guarnieri     | 496    |

| Rang | Name             | Punkte |
| ---- | ---------------- | ------ |
| 1.   | Maja Schmid      | 592    |
| 2.   | Kristean Porter  | 584    |
| 3.   | Katherina Kubenk | 564    |
| 4.   | Natalja Orechowa | 476    |
| 5.   | Tarsha Ebbern    | 88     |

### Podestplätze

#### Moguls
| Datum             | Ort                 | Disz. | 1. Platz             | 2. Platz             | 3. Platz                 |
| ----------------- | ------------------- | ----- | -------------------- | -------------------- | ------------------------ |
| 15. Dezember 1994 | Tignes              | MO    | Tatjana Mittermayer  | Raphaëlle Monod      | Candice Gilg             |
| 7. Januar 1995    | Blackcomb           | MO    | Raphaëlle Monod      | Liz McIntyre         | Donna Weinbrecht         |
| 14. Januar 1995   | Breckenridge        | MO    | Donna Weinbrecht     | Liz McIntyre         | Raphaëlle Monod          |
| 21. Januar 1995   | Le Relais           | MO    | Raphaëlle Monod      | Tatjana Mittermayer  | Candice Gilg             |
| 27. Januar 1995   | Lake Placid         | MO    | Donna Weinbrecht     | Ljudmila Dymtschenko | Jelisaweta Koschewnikowa |
| 3. Februar 1995   | Oberjoch            | MO    | Tatjana Mittermayer  | Raphaëlle Monod      | Candice Gilg             |
| 8. Februar 1995   | Meiringen-Hasliberg | MO    | Tatjana Mittermayer  | Anne Cattelin        | Jenny Eidolf             |
| 22. Februar 1995  | Kirchberg           | MO    | Donna Weinbrecht     | Candice Gilg         | Ann Battelle             |
| 5. März 1995      | Lillehammer         | MO    | Ljudmila Dymtschenko | Donna Weinbrecht     | Candice Gilg             |
| 9. März 1995      | Hundfjället         | MO    | Raphaëlle Monod      | Ljudmila Dymtschenko | Tatjana Mittermayer      |

#### Aerials
| Datum             | Ort          | Disz. | 1. Platz          | 2. Platz          | 3. Platz         |
| ----------------- | ------------ | ----- | ----------------- | ----------------- | ---------------- |
| 17. Dezember 1994 | Tignes       | AE    | Hilde Synnøve Lid | Colette Brand     | Natalja Orechowa |
| 21. Dezember 1994 | Piancavallo  | AE    | Colette Brand     | Caroline Olivier  | Kirstie Marshall |
| 8. Januar 1995    | Blackcomb    | AE    | Kirstie Marshall  | Marie Lindgren    | Karin Kuster     |
| 15. Januar 1995   | Breckenridge | AE    | Nikki Stone       | Kirstie Marshall  | Maja Schmid      |
| 22. Januar 1995   | Le Relais    | AE    | Nikki Stone       | Marie Lindgren    | Karin Kuster     |
| 28. Januar 1995   | Lake Placid  | AE    | Colette Brand     | Kirstie Marshall  | Nikki Stone      |
| 4. Februar 1995   | Oberjoch     | AE    | Colette Brand     | Nikki Stone       | Kirstie Marshall |
| 10. Februar 1995  | Zauchensee   | AE    | Hilde Synnøve Lid | Colette Brand     | Nikki Stone      |
| 24. Februar 1995  | Kirchberg    | AE    | Nikki Stone       | Hilde Synnøve Lid | Marie Lindgren   |
| 4. März 1995      | Lillehammer  | AE    | Nikki Stone       | Kirstie Marshall  | Marie Lindgren   |
| 11. März 1995     | Hundfjället  | AE    | Colette Brand     | Nikki Stone       | Marie Lindgren   |

#### Ballett
| Datum             | Ort          | Disz. | 1. Platz        | 2. Platz            | 3. Platz            |
| ----------------- | ------------ | ----- | --------------- | ------------------- | ------------------- |
| 16. Dezember 1994 | Tignes       | AC    | Ellen Breen     | Oxana Kuschtschenko | Jelena Batalowa     |
| 6. Januar 1995    | Blackcomb    | AC    | Ellen Breen     | Cathy Féchoz        | Oxana Kuschtschenko |
| 13. Januar 1995   | Breckenridge | AC    | Ellen Breen     | Annika Johansson    | Åsa Magnusson       |
| 20. Januar 1995   | Le Relais    | AC    | Ellen Breen     | Oxana Kuschtschenko | Cathy Féchoz        |
| 26. Januar 1995   | Lake Placid  | AC    | Ellen Breen     | Oxana Kuschtschenko | Raquel Gutiérrez    |
| 2. Februar 1995   | Oberjoch     | AC    | Ellen Breen     | Cathy Féchoz        | Annika Johansson    |
| 9. Februar 1995   | Zauchensee   | AC    | Ellen Breen     | Maria Guarnieri     | Jeannette Witte     |
| 21. Februar 1995  | Kirchberg    | AC    | Jelena Batalowa | Cathy Féchoz        | Ellen Breen         |
| 3. März 1995      | Lillehammer  | AC    | Jelena Batalowa | Oxana Kuschtschenko | Cathy Féchoz        |
| 8. März 1995      | Hundfjället  | AC    | Jelena Batalowa | Ellen Breen         | Cathy Féchoz        |

#### Kombination
| Datum             | Ort          | Disz. | 1. Platz         | 2. Platz         | 3. Platz         |
| ----------------- | ------------ | ----- | ---------------- | ---------------- | ---------------- |
| 17. Dezember 1994 | Tignes       | CO    | Natalja Orechowa | Katherina Kubenk | Maja Schmid      |
| 8. Januar 1995    | Blackcomb    | CO    | Maja Schmid      | Katherina Kubenk | Kristean Porter  |
| 15. Januar 1995   | Breckenridge | CO    | Maja Schmid      | Kristean Porter  | Natalja Orechowa |
| 21. Januar 1995   | Le Relais    | CO    | Kristean Porter  | Maja Schmid      | Katherina Kubenk |
| 28. Januar 1995   | Lake Placid  | CO    | Kristean Porter  | Katherina Kubenk | Maja Schmid      |
| 4. Februar 1995   | Oberjoch     | CO    | Maja Schmid      | Katherina Kubenk | Kristean Porter  |
| 24. Februar 1995  | Kirchberg    | CO    | Kristean Porter  | Maja Schmid      | –                |
| 5. März 1995      | Lillehammer  | CO    | Natalja Orechowa | Kristean Porter  | Maja Schmid      |
| 10. März 1995     | Hundfjället  | CO    | Maja Schmid      | Natalja Orechowa | Kristean Porter  |